# 성서고등학교
성서고등학교(城西高等學校)는 대한민국 대구광역시 달서구 용산동에 있는 공립 고등학교이다.

## 학교 연혁
- 1996년 11월 9일 : 성서고등학교 설립인가(36학급)
- 1999년 3월 1일 : 초대 강석상 교장 취임
- 1999년 3월 3일 : 제1회 입학식 거행 (12학급 547명 입학)
- 2002년 2월 9일 : 제1회 졸업식 거행 (남 225명, 여 318명 졸업생 543명)
- 2010년 5월 19일 : 나래관(강당), 학생 식당 개관식
- 2022년 2월 9일 : 제21회 졸업식(남 119명, 여 148명 총 267명, 졸업생 누계 9,862명)
- 2022년 3월 1일 : 제9대 김태진 교장 취임
- 2022년 3월 2일 : 제24회 입학식 (남 71명, 여 127명 총 198명)

## 참고 자료
- 성서고등학교 - 한국교육학술정보원 학교알리미